# Mitrella loisae
Mitrella loisae is een slakkensoort uit de familie van de Columbellidae. De wetenschappelijke naam van de soort is voor het eerst geldig gepubliceerd in 1979 door Pitt & Kohl.